# Bidens cordylocarpa
Bidens cordylocarpa là một loài thực vật có hoa trong họ Cúc. Loài này được (A.Gray) Crawford mô tả khoa học đầu tiên năm 1971.